# 土屋挙直
土屋 挙直（つちや しげなお）は、常陸土浦藩の第11代（最後）の藩主。水戸藩主徳川斉昭の子で、徳川慶喜の異母弟に当たる。

## 生涯
嘉永5年（1852年）9月19日、徳川斉昭の十七男として江戸小石川の水戸藩邸で生まれる。斉昭の従弟で大坂城代を務めた土浦藩の第10代藩主土屋寅直の養子として、慶応4年（1868年）5月6日の寅直の隠居により家督を継いだ。5月15日に従五位下・相模守に叙位・任官する。
明治2年（1869年）6月19日、版籍奉還により土浦藩知事に任じられた。明治4年（1871年）7月14日の廃藩置県により免官後、東京へ移り、内務省御用掛と勧農局事務取扱役を兼任し、下総牧羊場に勤めた。
全ての職を辞任した後は、没落していく士族のために農地開発、開拓を積極的に推し進め、旧藩士が「樹芸社」の開墾事業（石岡市旧・新治郡三村）を始めると援助し、土屋農場を経営した。
明治17年（1884年）、華族令の公布に伴い子爵に叙せられる。
明治25年（1892年）10月24日死去。享年41。

## 栄典
- 1892年（明治25年）10月25日 - 正四位[14]。

## 家族
父母
- 徳川斉昭（実父）
- 万里小路睦子 - 側室（実母）
- 土屋寅直（養父）

妻
- 光子 - 松平輝聴の娘[15]

妾
- あり

子女
- 土屋正直[注釈 2]（長男）
- 土屋義直[注釈 3]（次男）
- 松平峰子 - 松平忠威夫人（前妻）
- 藤岡保子 - 藤岡勝二夫人
- 溝口都子 - 溝口武五郎[注釈 4]夫人
- 松平理子 - 松平忠威夫人（後妻）
- 相馬邦子 - 子爵相馬孟胤夫人

## 関連資料
丸カッコ内はコマ番号。
- 赤根益男ほか 編「一、江戸から明治へ―近代の扉を開く §14 土屋挙直」『目で見る土浦・石岡・つくばの100年』郷土出版社、1997年。
- 『常総の史蹟と寺々を訪ねる』後編、1968年[16]
  - 「土屋挙直が天機奉伺に京に上る」122頁- (0066.jp2)
  - 「土屋挙直が失職旧臣を救済」130頁- (0070.jp2)
  - 「土屋挙直が三ツ輪商社をつくる」137頁- (0073.jp2)